# Киргиз (село)
Кирги́з (укр. Киргиз, крымскотат. Qırğız, Къыргъыз) — исчезнувшее село в Нижнегорском районе Республики Крым, располагавшееся на северо-востоке района, в степном Крыму, примерно в полукилометре к юго-западу от современного села Емельяновка.

## История
Деревня Киргиз имеет неясную историю: в Камеральном Описании Крыма… 1784 года похожего названия в Кучук Карасовском кадылыке Карасъбазарскаго каймаканства (куда отнесены соседние поселения) нет. Также не значится в составе Урускоджинской волости Феодосийского уезда в Ведомости о числе селении, названиях оных, в них дворов… состоящих в Феодосийском уезде от 14 октября 1805 года и на военно-топографической карте генерал-майора С. А. Мухина 1817 года. Но в «Ведомости о казённых волостях Таврической губернии 1829 года», в составе Бурюкской волости (переименованной из Урускоджинской) записан Киргиз Буйтень. На карте 1836 года в деревне Кыргыз 28 дворов, как и на карте 1842 года .
Согласно «Памятной книжке Таврической губернии за 1867 год», деревня Киргиз была покинута жителями в 1860—1864 годах, в результате эмиграции крымских татар, особенно массовой после Крымской войны 1853—1856 годов, в Турцию и оставалась в развалинах. Если на карте 1865 года обозначена большая деревня Кыргыз с двумя мечетями, то на дополненной и исправленной карте 1876 года — безымянный хутор. В дальнейшем в доступных источниках не встречается.